# 孟加拉蛇胸鱔
孟加拉蛇胸鱔為輻鰭魚綱合鰓目合鰓魚科的其中一種，分布於亞洲及大洋洲，包括印度、孟加拉、東南亞、澳洲的淡水及半鹹水流域，體長可達100公分，棲息在溪流、河口、沼澤、池塘、稻田等水域，會掘洞築巢，屬肉食性。